# Zasada nr 1 (film 2003)
Zasada nr 1 (duń.Regel nr. 1) – duńska komedia obyczajowa z 2003 roku, stanowiąca debiut reżyserski Olivera Ussinga.

## Zarys fabuły
Sarah i Caroline są siostrami, które poróżniły się przed laty, gdy Sarah w ostatniej chwili odmówiła oddania swojej nerki potrzebującej przeszczepu Caroline. Teraz Sarah jest zamożnym yuppie, co chwilę zaliczającym kolejne przelotne związki. Caroline mieszka ze swoim chłopakiem, który całkowicie ją dominuje i odmawia jej prawa do własnego życia. Gdy na jednej z imprez przyłapuje go na zdradzie, chcąc nie chcąc wprowadza się do siostry. Sarah postanawia nauczyć ją prawdziwego życia, jednak jej recepty na znalezienie sensownego mężczyzny nie zawsze dają dobre rezultaty.

## Obsada
- Susanne Juhász jako Caroline
- Mira Wanting jako Sarah
- Nicolas Bro jako Palle
- Ali Kazim jako Patrick
- Thomas Levin jako Sebastian

## Nagrody
Film otrzymał trzy nominacje do Robertów, najważniejszej duńskiej nagrody filmowej: dla najlepszej aktorki (Susanne Juhász), najlepszego aktora drugoplanowego (Nicolas Bro) i za najlepsze zdjęcia (Morten Søborg). W duńskich kinach obejrzało go niespełna 60 tysięcy widzów.